# Anderson Oliveira Almeida
Anderson Oliveira Almeida, meglio noto come Anderson do Ó (Rio de Janeiro, 14 dicembre 1980), è un ex calciatore brasiliano, di ruolo difensore.

## Carriera
Ha giocato nella massima serie dei campionati brasiliano, greco, portoghese, cipriota, rumeno ed azero.